# Jules de Goncourt
Jules Alfred Huot de Goncourt, (Párizs, 1830. december 17. – Párizs, 1870. június 20.) francia író, Edmond de Goncourt öccse.
Testvérével folyamatosan együtt élt és vele közösen alkotta meg teljes életművét. A naturalista ábrázolásmód megteremtői voltak a regényirodalomban. Kutatásukkal és írásművészetükkel felelevenítették a 18. századot és művészeit. Nevüket viseli az irodalmi díj és akadémia, melyet alapítottak.

## Művei

### Testvérével együtt írott regények
- Charles Demailly (eredeti címe: Les hommes de lettres, 1860)
- Sœur Philomène (1861)
- Renée Mauperin (1864)
- Germinie Lacerteux (1865)
- Idées et sensations (1866)
- Manette Salomon (1867)
- Madame Gervaisais (1869)

## Magyarul

### Testvérével együtt írott művei
- Demailly Károly; ford. ifj. Korányi Frigyes, bev. Ambrus Zoltán; Révai, Bp., 1905
- Mauperin Renée / Faustin Julia; ford. Salgó Ernő, Adorján Andor et al.; Révai, Bp., 1908 (Klasszikus regénytár)
- Lacerteux Germinie. Regény; ford., bev. Fehér Sándor; Tevan, Békéscsaba, 1918
- A nő a XVIII. században; ford., átdolg. Wildner Ödön és Fábry Rezső; Rózsavölgyi és Tsa, Bp., 1921
- Madame Gervaisais; ford. Győri Károly; Táltos, Bp., 1923
- Germinie Lacerteux. Regény; ford. Bajomi Lázár Endre; Európa, Bp., 1968
- A XVIII. század művészete és egyéb művészettörténeti tanulmányok; ford. Pődör László, bev. J. P. Bouillon; Corvina, Bp., 1975